# Villoldo
Villoldo – gmina w Hiszpanii, w prowincji Palencia, w Kastylii i León, o powierzchni 40,6 km². W 2011 roku gmina liczyła 398 mieszkańców.